# Trierbach
Der Trierbach ist ein ungefähr nordwestlich fließender, gut 25 km langer rechter Zufluss der Ahr mit einem Wassereinzugsgebiet von über 116 km², der amtlich unter der Fließgewässerkennziffer 27184 geführt wird.

## Geographie

### Verlauf
Der Trierbach entspringt auf einer Höhe von 613 m ü. NHN auf dem Hochkelberg südöstlich von Köttelbach, einem Ortsteil von Kelberg. 
Auf seinem nordwestlichen Weg zur Ahr durchfließt er zunächst die Gemarkung von Kelberg, bildet dann die Grenze zwischen Kelberg und nacheinander den Ortsgemeinden Müllenbach, Wiesemscheid und Bauler. 

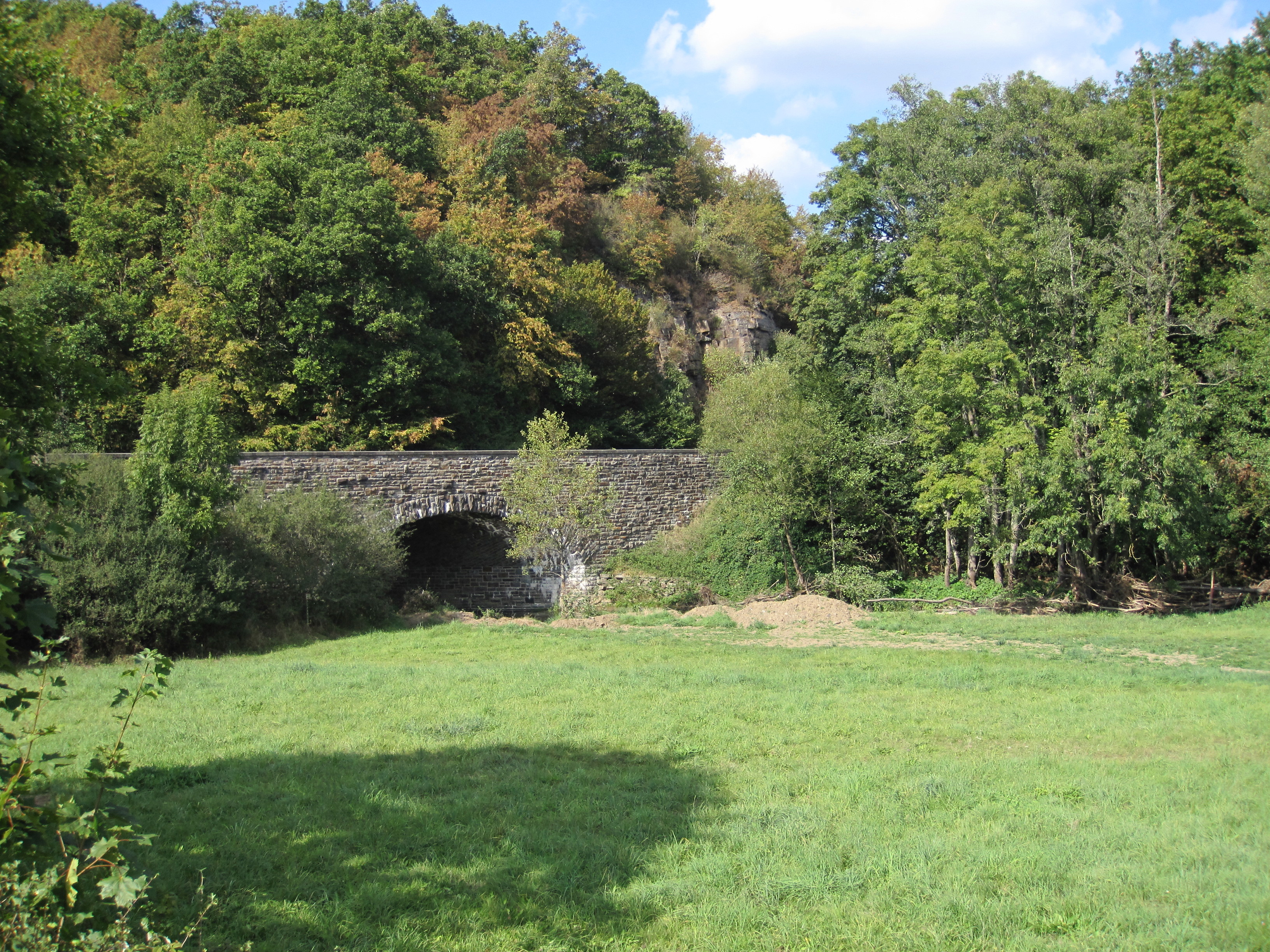
Brücke über den Trierbach beim Wirfter Ortsteil Kirmutscheid

Danach bildet der Bach die Grenze zwischen Bodenbach und Bauler, zwischen Dankerath und Pomster, zwischen Trierscheid sowie Hoffeld und Pomster, zwischen Hoffeld und Wirft, bis er schließlich in Müsch auf einer Höhe von 294 m ü. NHN von rechts in die Ahr mündet. 
Der etwa 25,3 km lange Lauf des Trierbachs endet ungefähr 319 Höhenmeter unterhalb seiner Quelle, er hat somit ein mittleres Sohlgefälle von etwa 13 ‰.
Kurz vor der Mündung trägt der Bach auch den Namen Triergraben.

### Einzugsgebiet
Das 116,2 km² große Einzugsgebiet des Trierbachs erstreckt sich von dem Trierbach-Lieser-Quellbergland über das Reifferscheider Bergland bis zum  Dümpelfelder Ahrtal und wird durch ihn über die Ahr und den Rhein zur Nordsee entwässert.
Die höchste Erhebung ist der Hochkelberg mit einer Höhe von 674,9 m ü. NHN im Süden des Einzugsgebiets.

### Zuflüsse
| Name                      | GKZ        | Lage   | Länge in km | EZG in km² | Mündung    | Mündungshöhe in m ü. NHN | Bemerkungen          |
| ------------------------- | ---------- | ------ | ----------- | ---------- | ---------- | ------------------------ | -------------------- |
| Brinkenquelle             | 27184-112  | links0 | 000,4970    | 0000,2540  |            | 53100000                 |                      |
| Köttelbach                | 27184-114  | links0 | 001,2490    | 0000,8050  | Köttelbach | 49800000                 | auch: Elendsbach     |
| Hähnchenbach              | 27184-116  | links0 | 000,9860    | 0000,4370  | Köttelbach | 49500000                 |                      |
| Wiesengraben              | 27184-1172 | rechts | 000,3290    | 0000,1600  |            | 48800000                 |                      |
| Hünerbach                 | 27184-118  | rechts | 001,6470    | 0002,2410  | Kelberg    | 47500000                 |                      |
| Proveltbach               | 27184-12   | links0 | 002,6110    | 0003,5400  | Kelberg    | 46000000                 | auch: Kelberger Bach |
| Zermüllenbach             | 27184-132  | links0 | 000,9080    | 0000,5180  | Zermüllen  | 44700000                 |                      |
| Bach vom Gewader Köpfchen | 27184-14   | rechts | 002,0530    | 0002,5070  | Zermüllen  | 44600000                 | auch: Forellenbach   |
| Krumbach                  | 27184-16   | links0 | 002,3050    | 0001,5600  | Zermüllen  | 44000000                 |                      |
| Kisbach                   | 27184-18   | rechts | 002,470     | 0001,3850  | Müllenbach | 42700000                 |                      |
| Rothenbach                | 27184-192  | links0 | 001,7950    | 0002,1590  | Müllenbach | 41400000                 |                      |
| Müllenbach                | 27184-2    | rechts | 005,0160    | 0004,7250  | Müllenbach | 41400000                 |                      |
| Wiesengraben              | 27184-312  | rechts | 000,2440    | 0000,1170  |            | 40800000                 |                      |
| Lehmbach                  | 27184-32   | rechts | 003,4970    | 0003,1160  | Bauler     | 40400000                 |                      |
| Fonsbach                  | 27184-332  | rechts | 000,7550    | 0001,7070  | Bauler     | 40200000                 |                      |
| Meisenthaler Mühlgraben   | 27184-334  | links0 | 000,9240    | 0000,3980  | Bauler     | 40000000                 |                      |
| Bauler Bach               | 27184-336  | rechts | 001,9030    | 0001,3960  |            | 38900000                 |                      |
| Hühnerbach                | 27184-34   | links0 | 002,4130    | 0002,6880  |            | 38700000                 |                      |
| Graben                    | 27184-352  | links0 | 000,9320    | 0000,640   |            | 37800000                 |                      |
| Graben                    | 27184-354  | links0 | 000,8110    | 0000,4270  |            | 37500000                 |                      |
| Graben                    | 27184-356  | links0 | 000,6410    | 0001,0770  |            | 37100000                 |                      |
| Graben                    | 27184-358  | rechts | 001,0410    | 0000,5310  |            | 36500000                 |                      |
| Senscheider Bach          | 27184-36   | links0 | 001,1080    | 0001,5130  | Pomster    | 35200000                 |                      |
| Dankerather Bach          | 27184-38   | links0 | 001,4650    | 0000,8240  | Pomster    | 34500000                 |                      |
| Nohner Bach               | 27184-4    | links0 | 018,4430    | 0033,110   | Hoffeld    | 32900000                 |                      |
| Wenigbach                 | 27184-6    | rechts | 005,2710    | 0007,2110  | Hoffeld    | 32000000                 |                      |
| Wirftbach                 | 27184-8    | rechts | 011,7690    | 0022,1560  | Hoffeld    | 31700000                 |                      |
| Alfenbach                 | 27184-92   | rechts | 003,0000    | 0002,3130  | Hoffeld    | 30400000                 |                      |
| Becherseifen              | 27184-94   | links0 | 001,140     | 0000,9220  |            | 30300000                 |                      |

Anmerkungen zur Tabelle
1. ↑  Gewässerkennzahl, in Deutschland die amtliche Fließgewässerkennziffer mit zur besseren Lesbarkeit eingefügtem Trenner hinter dem Präfix, das einheitlich für den allen gemeinsamen Vorfluter Trierbach steht.

## Geschichte
Der Trierbach war in der Zeit vom 13. Jahrhundert bis zum Ende des 18. Jahrhunderts ein Teil der Grenze zwischen den Territorien Kurköln rechts und Kurtrier links des Baches. Die kurtrierischen Dörfer waren Köttelbach, Kelberg, Zermüllen und Rothenbach, die kurkölnischen Bauler und Pomster.